# Apertura numeryczna
Apertura numeryczna (dla przyrządów optycznych zwykle apertura liczbowa), NA (od ang. numerical aperture) – wielkość fizyczna definiowana dla światłowodu jako sinus kąta stożka akceptacji, to znaczy maksymalnego kąta w stosunku do osi rdzenia włókna, pod którym światło wprowadzone do światłowodu nie będzie z tego włókna uciekać (z powodu niezachowania warunku dla całkowitego wewnętrznego odbicia). Dla przyrządu optycznego jest to sinus maksymalnego kąta, pod jakim fala może na niego padać lub z niego wychodzić.

## Przyrządy optyczne

Apertura liczbowa soczewki w punkcie P zależy od maksymalnego kąta θ.

Dla przyrządów optycznych, na przykład soczewki lub obiektywu mikroskopu, apertura liczbowa opisana jest wzorem:
{\displaystyle NA=n\sin \theta ,}
gdzie:
{\displaystyle n} – współczynnik załamania ośrodka, w którym znajduje się przyrząd,
{\displaystyle \theta } – połowa maksymalnego kąta, pod którym światło może padać z punktu na przyrząd.
W mikroskopie apertura liczbowa ogranicza możliwą do otrzymania rozdzielczość. Żeby zwiększyć tę wartość, między próbkę a obiektyw wprowadza się ciecz imersyjną o dużym współczynniku załamania, aby apertura była większa niż 1.

## Światłowody
W światłowodzie wielomodowym propagowane jest tylko światło, które zostało do niego wprowadzone pod odpowiednim kątem, nieprzekraczającym kąta akceptacji {\displaystyle \theta _{max}.} Dla światłowodu o skokowym profilu współczynnika załamania kąt akceptacji wyraża się wzorem:
{\displaystyle n\sin \theta _{\mathrm {max} }={\sqrt {n_{1}^{2}-n_{2}^{2}}},}
gdzie:
{\displaystyle n_{1}} – współczynnik załamania w rdzeniu,
{\displaystyle n_{2}} – współczynnik załamania w płaszczu,
{\displaystyle n} – współczynnik załamania ośrodka, z którego wprowadzane jest światło.
Prawo Snelliusa na granicy ośrodek-rdzeń przybiera postać:
{\displaystyle n\sin \theta _{i}=n_{1}\sin \theta _{r}.}
Z trygonometrii wynika zależność (patrz rysunek obok):
{\displaystyle \sin \theta _{r}=\sin(90^{\circ }-\theta _{c})=\cos \theta _{c},}
gdzie {\displaystyle \theta _{c}=\arcsin \left({\tfrac {n_{2}}{n_{1}}}\right)} to kąt graniczny dla całkowitego wewnętrznego odbicia.
Podstawiając za {\displaystyle \sin \theta _{r}} w prawie Snelliusa otrzymuje się:
{\displaystyle {\frac {n}{n_{1}}}\sin \theta _{i}=\cos \theta _{c}.}
Po podniesieniu obu stron równania do kwadratu:
{\displaystyle {\frac {n^{2}}{n_{1}^{2}}}\sin ^{2}\theta _{i}=\cos ^{2}\theta _{c}=1-\sin ^{2}\theta _{c}=1-{\frac {n_{2}^{2}}{n_{1}^{2}}},}
zatem:
{\displaystyle n\sin \theta _{i}={\sqrt {n_{1}^{2}-n_{2}^{2}}}.}
Ze względu na podobieństwo do wyrażenia na aperturę liczbową dla przyrządów optycznych, aperturę numeryczną zwykło się definiować następująco:
{\displaystyle NA={\sqrt {n_{1}^{2}-n_{2}^{2}}}.}
Jako że często przyjmuje się założenie, że ośrodkiem wokół światłowodu jest powietrze o współczynniku załamania {\displaystyle n} równym 1, wyrażenie sprowadza się do:
{\displaystyle NA=\sin \theta _{i}={\sqrt {n_{1}^{2}-n_{2}^{2}}}.}

## Przykładowe wartości apertury numerycznej i kąta akceptacji światłowodu
| Ośrodek                                 | Apertura numeryczna | Kąt akceptacji |
| --------------------------------------- | ------------------- | -------------- |
| powietrze                               | 1,000               | 90°            |
| światłowód kwarcowy wielomodowy skokowy | 0,242               | 14°            |
| światłowód kwarcowy gradientowy         | 0,208               | 12°            |
| światłowód jednomodowy                  | 0,110               | 6,5°           |

Im większa apertura numeryczna, tym większą część światła można wprowadzić do wnętrza światłowodu (włókno wykazuje większą przydatność jako światłowód wielomodowy).